# Anemone berlandieri
Anemone berlandieri là một loài thực vật có hoa trong họ Mao lương. Loài này được Pritz. mô tả khoa học đầu tiên năm 1841.